# نانا اکوتیمیشویلی
نانا اکوتیمیشویلی (گرجی: ნანა ექვთიმიშვილი؛ زادهٔ ۹ ژوئیهٔ ۱۹۷۸) نویسنده، و کارگردان فیلم گرجی است.

## زندگی‌نامه
نانا اکوتیمیشویلی در دانشگاه دولتی تفلیس در رشته فلسفه تحصیل کرده‌است. او در یک آکادمی فیلم و تلویزیون در بابلسبرگ آلمان به تحصیل فیلمنامه‌نویسی و دراماتورژی پرداخت. داستان‌های او برای اولین بار در سال ۱۹۹۹ در مجله ادبی آریلی منتشر شد. او در سال ۲۰۱۱ یک فیلم کوتاه را کارگردانی کرد و اولین فیلم بلند خود را با نام بین‌المللی In Bloom (film) در سال ۲۰۱۳ تکمیل کرد.
این فیلم در شصت و سومین جشنواره بین‌المللی فیلم برلین در سال ۲۰۱۳ به نمایش درآمد و جایزه کنفدراسیون بین‌المللی سینمای هنر - (جایزه CICAE) را از آن خود کرد. این فیلم همچنین جوایز بیشماری را در سایر جشنواره‌های بین‌المللی فیلم از جمله در جشنواره فیلم هنگ کنگ، جشنواره فیلم توکیو، جشنواره فیلم پاریس، جشنواره فیلم لس آنجلس و جشنواره فیلم سارایوو به دست آورد و در سال ۲۰۱۴ برای اسکار بهترین فیلم خارجی زبان نامزد شد.